# Sally Green
Œuvres principales
- Série Les Voleurs de fumée
- Série Half Bad

Sally Green, née le 11 septembre 1961 à Lytham St Annes en Angleterre, est une autrice britannique de fantasy. Son œuvre inclut la trilogie Half Bad ainsi que des nouvelles connexes et la trilogie Les Voleurs de fumée. La trilogie Half Bad a été adaptée dans la série Netflix Mal & filss.

## Biographie
Sally Green est née en 1961 et a grandi autour de Lytham en Angleterre. Elle étudie la géologie minière et est diplômée de l'Imperial College de Londres en 1983. Après avoir obtenu son diplôme, elle travaille pour une maison d'édition de l'industrie, puis suit une formation pour devenir comptable. Elle exerce comme comptable jusqu'en 2001,.
Devenue mère, elle cesse de travailler comme comptable pendant quatre ans. Elle déclare au Daily Telegraph : « J'ai adoré être à la maison avec le bébé. Nous avions un immense jardin, alors j'ai élevé des poulets, cultivé des légumes et je suis devenue une mère de la terre à part entière ». Elle commence à imaginer l'histoire de Traque blanche (en) après avoir participé à un week-end de contes au Festival at the Edge dans le Shropshire. Quand son fils commence l'école, elle suit des cours de littérature anglaise et d'écriture créative en ligne à l'Open University,.
Sally Green commence à écrire un premier roman en 2010 dont le manuscrit est rejeté par tous les agents qu'elle contacte,. Elle réécrit le roman et déclare à Publishers Weekly : « Cette première tentative était assez différente de Traque blanche, mais cela m'a fait penser à écrire une autre histoire dans ce monde. »,.
Elle envoie le manuscrit révisé à la seule agente qui lui a déjà envoyé des encouragements, Claire Wilson, qui lui fait une avance de 1 million de livres pour Traque blanche. En 2013, les offres de droits d'adaptation de son œuvre comprenaient les droits d'un film accordé à Fox 2000 et Karen Rosenfelt (en), la productrice de Twilight,.
En 2014, Traque blanche est publié, le premier tome d'une trilogie où selon le Sunday Mail, « il y a des sorcières blanches et des sorcières noires. Et dans cette Grande-Bretagne moderne, les humains et les sorcières coexistent ». Sally Green remporte le prix du meilleur livre pour adolescents 2015 du Waterstones Children's Book Prize (en) pour Traque blanche. Son deuxième livre est une suite de l'histoire intitulé Nuit rouge (en) en 2015.
En 2014, Sally Green publie également la nouvelle Half Lies puis en 2015 la nouvelle Half Truth, toutes deux préquelles de Traque blanche (non traduits en français). Le dernier livre de la trilogie, Quête noire (en), est publié en 2016. Sally Green indique que Les Hauts de Hurlevent d'Emily Brontë ont influencé l'écriture de Traque blanche.
En 2018, Sally Green publie le premier tome de sa deuxième trilogie Les Voleurs de fumée, suivi par le deuxième tome Le Monde des démons en 2019 et enfin le troisième tome Les Royaumes ardents en 2020. En 2022, Netflix sort une première saison de la série Mal & fils, une série basée sur les livres Half Bad,.

## Vie privée
Sally Green est mariée et a un fils. Elle vit à Warrington, Cheshire, Angleterre.

## Œuvres

### SérieHalf Bad
1. Traque blanche, Milan, 2014 ((en) Half Bad, 2014), trad. Marie Cambolieu, 384 p.  (ISBN 978-2-7459-6580-6)
2. Nuit rouge, Milan, 2015 ((en) Half Wild, 2015), trad. Marie Cambolieu, 416 p.  (ISBN 978-2-7459-6581-3)
3. Quête noire, Milan, 2016 ((en) Half Lost, 2016), trad. Marie Cambolieu, 384 p.  (ISBN 978-2-7459-6582-0)

Sally Green a également publié deux nouvelles qui sont des préquelles de la trilogie Half Bad.
- (en) Half Lies, 2014
- (en) Half Truths, 2015

### SérieLes Voleurs de fumée
1. Les Voleurs de fumée, J'ai lu, 2021 ((en) The Smoke Thieves, 2018), trad. Basile Béguerie, 480 p.  (ISBN 978-2-290-17931-4)
2. Le Monde des démons, J'ai lu, 2021 ((en) The Demon World, 2019), trad. Basile Béguerie, 416 p.  (ISBN 978-2-290-17936-9)
3. Les Royaumes ardents, J'ai lu, 2022 ((en) The Burning Kingdoms, 2020), trad. Basile Béguerie, 480 p.  (ISBN 978-2-290-17937-6)

## Honneurs et récompenses
- 2015 Meilleur livre pour adolescents dans le Waterstones Children's Book Prize (en)
- Sally Green est dans le livre Guinness des records pour[20],[21] :
  - Livre pour enfants le plus traduit par une autrice débutante, pré-publication[22].
  - Livre le plus traduit par une autrice débutante, pré-publication[22].
- 2022 : prix Imaginales du meilleur roman jeunesse[23].